# ممد خالدوف
ممد خالدوف (روسی: Мамед Магомедович Халидов، آوانگاری Mamied Magomedowicz Chalidow؛ IPA: [mɐˈmʲɛt maɣɔmʲɛdɔvʲit͡ʂ xɐˈlʲidəf]؛ زادهٔ ۱۷ ژوئیهٔ ۱۹۸۰) کاراته‌کا، کیوکوشین، ورزشکار هنرهای رزمی ترکیبی و موای تای اهل روسیه است.